# Bruno Rossetti
Bruno Rossetti (n. 9 octombrie 1960, Troyes, Champagne, Franța – d. 8 februarie 2018, Montecatini Terme, Toscana, Italia) a fost un trăgător de tir ce a reprezentat Franța, medaliat olimpic. A participat la o ediție a Jocurilor Olimpice (1992) în care a câștigat o medalie de bronz.

## Participări
Lista de mai jos prezintă principalele competiții la care a participat Bruno Rossetti de-a lungul carierei.
- shooting at the 1992 Summer Olympics – skeet[*]